# Brian Luckhurst
Brian William Luckhurst (5 février 1939 à Sittingbourne - 1er mars 2005) était un joueur de cricket anglais. 

## Biographie
Natif du Kent, Brian Luckhurst défend les couleurs du Kent County Cricket Club pendant 355 matchs. International anglais, il dispute 21 test matchs et 3 ODI. Il connaît sa première sélection en décembre 1970 face à l'Australie, si l'on exclut la sélection non officielle décrochée quelques mois plus tôt face à une sélection du reste du monde. Il est désigné joueur de l'année en 1971. Il évolue au plus haut niveau entre 1958 et 1976, puis décide de s'occuper de l'équipe B de son club en tant qu'entraîneur-joueur. Il revient en équipe première en 1985 pour dépanner à l'occasion d'un match international face aux Australiens. 
Après sa carrière sportive, il reste fidèle à son club du Kent dont il devient le président.

## Récompenses individuelles
- Un de cinq joueurs de cricket de l'année 1971 (Wisden Cricketer of the Year) désignés par le Wisden Cricketers' Almanack.